# 石达开
石达开（1831年3月—1863年6月27日），小名亚达，绰号石敢当，是广西省右江道潯州府贵县（今廣西壯族自治區贵港市港北区奇石乡）的客家人，祖籍在广东省惠潮嘉道惠州府和平县（今广东省河源市和平县），在太平天国時期擔任军事家、政治家、武学家，是知名的武將。石达开是太平天国有传奇色彩的人物之一，十六岁“被访出山”，十九岁统帅千军，二十岁封王，从容赴死时年仅三十二岁，他生前用兵神出鬼没，死后仍令对手心有余悸，在他身后数十年中都不断有人打着他的旗号从事反清运动，辛亥革命党人曾通过诗歌、小说、绘画等各种媒介宣传他的事迹以激励民气，号召志士，鼓吹革命。有关石达开的民间传说、歌谣遍布他生前转战过的大半个中国。
其封号全称為「殿前吏部又正天僚开朝公忠又副军师顶天扶朝纲翼王喜千岁」。

## 生平

### 早年经历
石达开于1831年出生于广西省右江道潯州府贵县北山里那邦村（今廣西壯族自治區贵港市港北区奇石乡），家道小康，因幼年丧父，没有兄弟，八、九岁起独撑门户，务农经商之余，习武修文不辍。石达开长得高大俊秀，十三岁已“凛然如成人，自雄其才，慷慨有经略四方志”，因急公好义，常为人排难解纷，年未弱冠即被尊称为“石相公”，十六岁时，洪秀全、冯云山慕名拜访，邀他共图反清大计，石达开遂加入拜上帝会，三年后毁家纾难，率四千余人参加金田起义，封为左军主将。

### 北进东征
1851年9
月，太平天国在永安建制，二十岁的石达开晋封“翼王五千岁”，意为“羽翼天朝”。，从1851年1月到1853年3月，石达开随太平军转战数省，战功卓著，尤其是1852年西王萧朝贵在湖南长沙阵亡后，太平军在长沙城下陷入清军反包围，形势万分危急，石达开率部西渡湘江，开辟河西基地，缓解了太平军的缺粮之危，又多次击败进犯之敌，取得“水陆洲大捷”，重挫清军士气，其后，为全军先导，经河西安全撤军，跳出反包围圈，夺岳阳，占武汉，自武昌东下金陵，二十八天挺进一千八百里，战无不胜，攻无不克，时人号之“石敢当”。

### 天京佐政
1853年3月，太平天国定都金陵，改号天京，石达开留京辅佐东王杨秀清处理政务。定都之后，诸王广选美女，为修王府而毁民宅，据国库财富为己有，唯石达开洁身自好，从不参与。

### 首与西征
1853年秋，石达开奉命出镇安庆，首度节制西征，他打破太平天国以往重视攻占城池、轻视根据地建设的传统，采取稳扎稳打的策略，逐步扩大根据地范围，亲自指挥攻克清安徽临时省会庐州（今合肥），迫使新任安徽巡撫、楚军名将江忠源自尽。

### 安庆易制
过去，太平天国没有基层政府，地方行政一片空白，石达开到安徽后，组织各地人民登记户口，选举基层官吏，又开科举试，招揽人材，建立起省、郡、县三级地方行政体系，使太平天国真正具备了国家的规模；与此同时，整肃军纪，恢复治安，赈济贫困，慰问疾苦，使士农工商各安其业，并制定税法，征收税赋，为太平天国的政治、军事活动提供所需物资。1854年初，石达开在安徽民众的赞颂声中离开安徽，回京述职，太平天国领导层对他的实践给予充分肯定，因此放弃绝对平均主义的空想，推行符合实情的经济政策。

### 再主西征
1854年夏秋，太平军在西征战场遭遇湘军反扑，节节败退，失地千里。石达开看出两军最大差距在于水师，便命人仿照湘军的船式造舰，加紧操练水师。在湘军兵逼九江的危急时刻，石达开再度出任西征军主帅，亲赴前敌指挥，于1855年初在湖口、九江两次大败湘军，湘军水师溃不成军，统帅曾国藩投水自尽，被部下救起，西线军事步入全盛。同年秋天，石达开又挥师江西，四个月连下七府四十七县，由于军纪严明，施政务实，爱护百姓，求才若渴，江西民众争相拥戴，许多原本对太平天国不友好的知识分子也转而支持太平军，队伍很快从一万多人扩充到十万余众。
1856年3月，石达开在江西樟树大败湘军，至此，湘军统帅曾国藩所在的南昌城已经陷入太平军的四面合围，对外联络全被切断，然石达开适于此时被调回天京参加解围战，虽大破江南大营，解除清军对天京三年的包围，却令曾国藩免遭灭顶。

### 天京事变
1856年9月，“天京事变”爆发，东王杨秀清因跋扈無道，與天王洪秀全、北王韦昌辉衝突，洪秀全密令韦昌辉把杨秀清滅族，杨秀清上万部属惨遭株连，石达开在前线听到天京可能发生内讧的消息后赶回阻止，但为时已晚。北王韦昌辉把石达开反对滥杀无辜的主张看成对东王的偏袒，意图予以加害，石达开率部殺死城門衛兵，逃出天京，韦昌辉於是將其京中家人与部属全部屠戮。
石达开在安徽举兵靖难，上书天王，请杀韦昌辉以平民愤，天王见全体军民都支持石达开，遂下诏诛韦。11月，石达开奉诏回京，被军民尊为“义王”（石达开未接受），合朝同举“提理政务”。他不计私怨，追究屠杀责任时只惩首恶，不咎部属，北王亲族也得到保护和重用，人心迅速安定下来。在石达开的部署下，太平军稳守要隘，伺机反攻，陈玉成、李秀成、杨辅清、石镇吉等后起之秀开始走上一线，独当一面，内讧造成的被动局面逐渐得到扭转。

### 被逼离京
天京事變後，太平天國合朝推薦石達開主持朝政，但洪秀全卻忌憚石達開的聲望才能，雖迫于民意命他提理朝政，卻不肯授予他“軍師”的地位和实权，只封他為“聖神電通軍主將翼王”，局勢稍見好轉後，又對他產生謀害之意。為免再次爆發內訌，石達開被迫逃出天京，前往安慶。

### 以天京根据地为中心的作战
1857年9月，洪秀全迫于形势的恶化遣使请石达开回天京，石达开上奏表示不会回京，但会调陈玉成、李秀成、韋俊等将领回援，并以“通军主将”身份继续为太平天国作战，洪秀全诏准了这一方案，天京官方遂承认石达开此后的作战是太平天国的远征活动。
此后，石达开前往江西救援被困的临江、吉安，拥戴他的安徽太平军将领大都留守安徽。因没有水师，无法渡过赣江，救援行动失败，石达开又于次年进军浙江，并联合国宗杨辅清进军福建，欲开辟浙闽根据地，与天京根据地连成一体。
浙江是江浙皖清军的主要饷源，为阻止石达开攻浙，清廷急调各路兵马增援，最终不得不命丁忧在籍的曾国藩重任湘军统帅，领兵入浙。太平军在浙江取得许多胜利，但江西建昌、抚州失守后，入浙部队失去了后方，协同作战的杨辅清又在被天王封为“木天义”后从福建撤军，为免四面受敌，石达开决定放弃攻浙，撤往福建，后又转战到江西。石达开建立浙闽根据地的努力以失败告终，但牵制了大量清军，为太平军取得浦口大捷、二破江北大营、三河大捷等胜利创造了有利条件。
是冬，石达开经与部将会商，决定进攻湖南，取上游之势，再下趋湖北，配合安徽太平军作战，并伺机分兵入川。1859年春，石达开自江西起兵入湘，发动“宝庆会战”。彼时湘军正计划分兵三路进攻安庆，闻石达开长驱直入湖南腹地，军心全线动摇，只得将因势利导，全力援湘。面对湘军的重兵驰援，石达开孤军作战，未能攻克宝庆，被迫退入广西。

### 广西离散
1859年秋，石达开率太平军数万人进入广西，10月首克庆远府。进入广西之后，因粮食短缺日益严重，部下思乡情切，石达开不愿自立一国、无法满足部下对高官厚禄的需求等原因，一些部下产生去意，适逢英王陈玉成致书石达开，邀其攻打湖南，配合安庆解围，石达开遂因势利导，于1860年命童容海、彭大顺等将率五、六万有意离去的部众攻打湖南，回应陈玉成所请，成为人数最多的一支脱离石达开部队，另有一些部队因内讧、退路被切断等原因脱离石达开。這些部隊脫離石達開後，有些成功通過清軍控制區返回天京一帶會合太平軍本部，有些則在半途被清軍打散，並有多名將領死于內訌。其中，彭大順在途中戰死，童容海、吉慶元、朱衣點等與部隊約五萬人在1861年到達江西与忠王李秀成部會合。

### 远征川、黔、滇

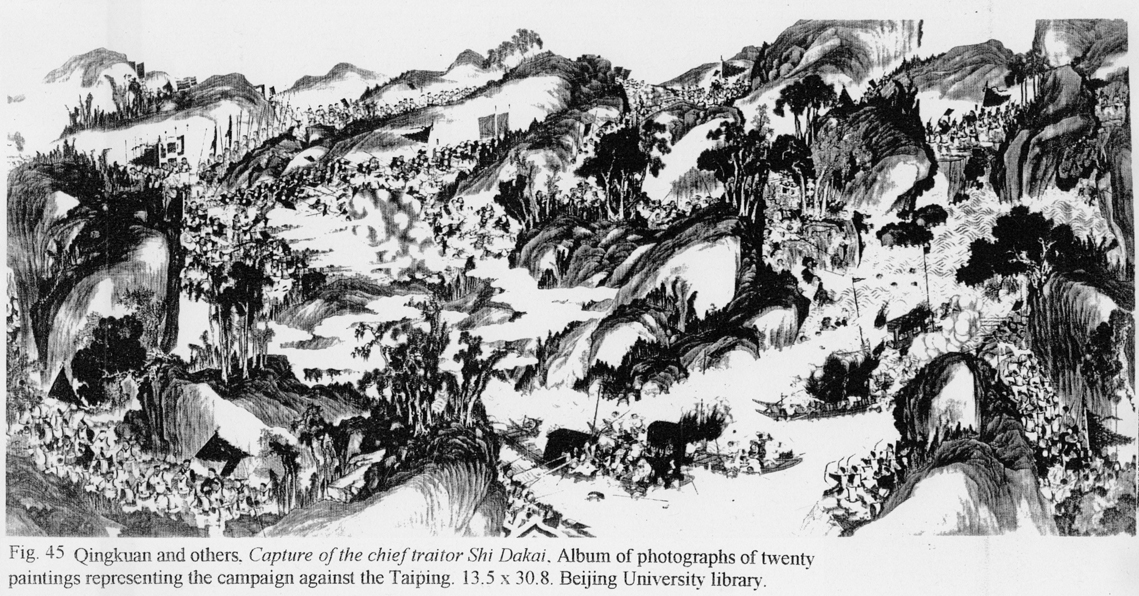
生擒逆首石达开战图

1861年9月，石达开自桂南北上，于1862年初经湖北入四川，自此，为北渡长江，夺取成都，建立四川根据地，石达开转战川、黔、滇三省，先后四进四川，并于1863年4月兵不血刃渡过金沙江，突破长江防线。5月，太平军到达大渡河，对岸尚无清军，石达开下令多备船筏，次日渡河，但当晚天降大雨，河水暴涨，无法行船。三日后，清军陆续赶到布防，太平军为大渡河暴涨的洪流所阻，多次抢渡不成：“战守俱穷，进退失据，粮尽食及草根，草尽食及战马，兼之疟痢流行，死亡枕籍。阋时一月，而军心屹然不动”，令当地人发出“其得士心如此，岂田横之客所可同日而语哉”的惊叹。同时当地土司王应元和岭承恩攻占马鞍山，绝其粮道，使其进退无路。
为求生擒石达开，四川总督骆秉章遣使谈判，石达开决心舍命以全三军，经双方谈判，由太平军自行遣散四千人，这些人大多得以逃生。剩余两千人保留武器和石达开随行，石达开被押往成都，清军未遵守承诺，两千官兵战死。
1863年6月27日，石达开与部将曾仕和、黄再忠、韦普成着天国衣冠，在成都公堂受审，举止沉着，陈词慷慨，“寓坚强于和婉之中”“枭杰坚强之气，溢于颜面，词色不亢不卑，不作摇尾乞怜之语”，令主审官崇实理屈词穷，无言以对，而后从容就义，临刑之际，神色怡然，身受凌迟酷刑，至死默然无声，观者无不动容，叹为“奇男子”。

## 評價

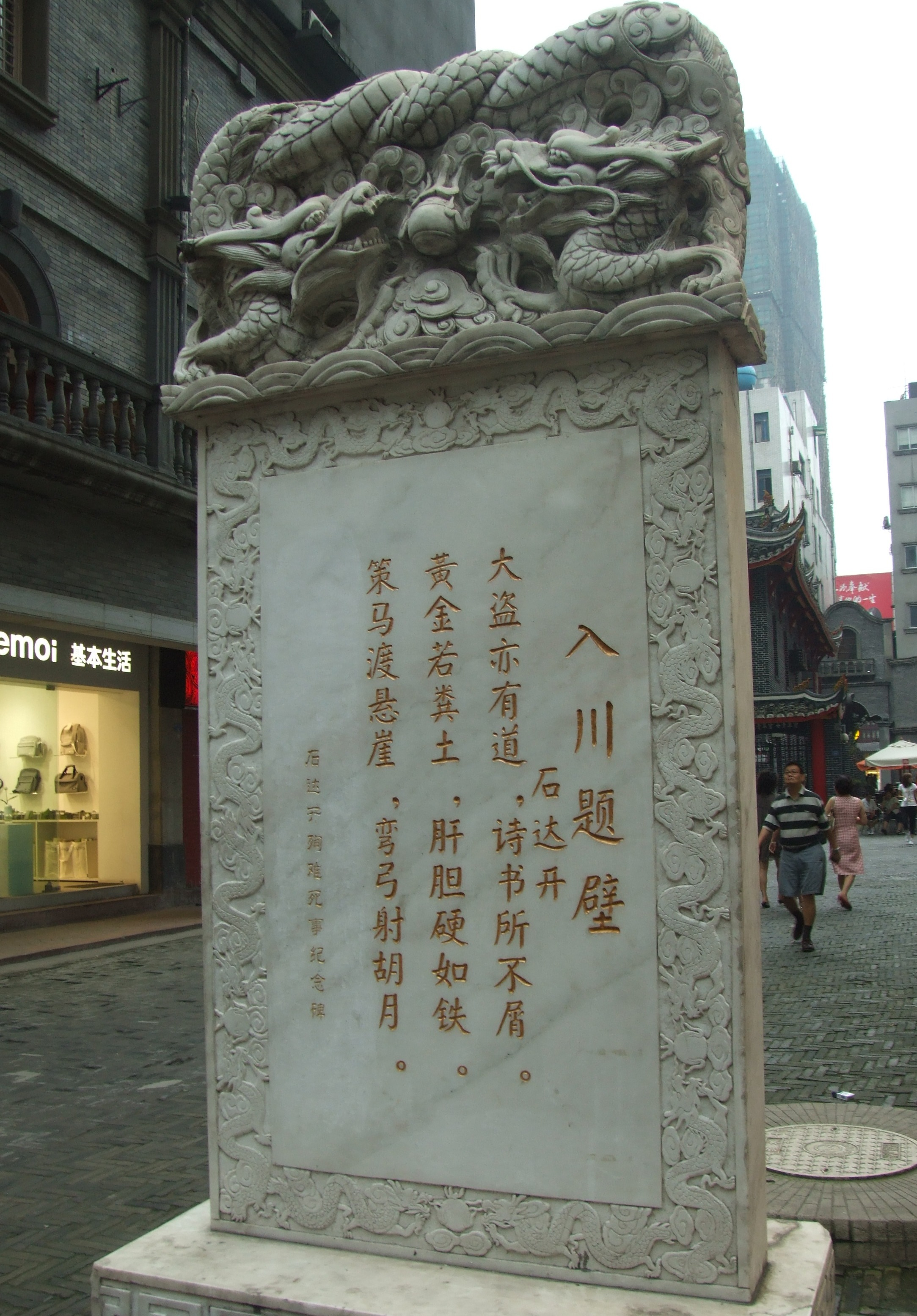
位于成都科甲巷（石达开被处死之处）石达开殉难死事纪念碑，碑上诗刻为后人伪托石达开之名而作

石达开被认为是太平天国将领中最富有谋略的人。曾国藩说“查贼渠以石为最悍，其诳煽莠民，张大声势，亦以石为最谲”，左宗棠說“石逆狡悍著聞，素得羣賊之心，其才智出諸賊之上，而觀其所為，頗以結人心，求人才為急，不甚附會邪教俚說，是賊之宗主，而我所畏忌也”。
太平军的高级将领们对石达开的胆略十分推崇，如忠王李秀成谈及各王优劣才能时“皆云中中，而独服石王，言其谋略甚深”，英王陈玉成认为太平军将领“皆非将才，独冯云山石达开差可耳”。不只如此，他还赢得了众多与他敌对立场的人的敬重，如文人周洵在《蜀海丛谈》中称其为“奇男子”，清朝一位贡生在湘军军宴上公开说他有“龙凤之姿，天日之表”，在大渡河畔与他为敌的许亮儒对他的英雄气概与仁义之风钦佩不已。直到他死去近40年后，由清朝文人所撰的著作《江表忠略》之中还有这样的记叙：“至今江淮间犹称……石达开威仪器量为不可及。”
当代中国学术界对石达开的总体评价是：“他在太平天国前期建立了不朽的功勋，是一位农民起义的杰出领袖，太平天国第一流的军事家与政治家”“在太平天国后期孤军奋斗，最后虽然失败，仍然起了牵制清军，配合长江下游的太平军作战的作用。他自己的奋斗精神也很能激励后人。”
在有关石达开的各种评价中，来自和他同时代的立场中立的美国传教士麥高文的一段话犹有代表性——“这位青年领袖，作为目前太平军的中坚人物，各种报道都把他描述成为英雄侠义的——勇敢无畏，正直耿介，无可非议，可以说是太平军中的皮埃爾·特拉魯（Bayard，法国著名将领）。他性情温厚，赢得万众的爱戴，即使那位颇不友好的《金陵庶谈》作者也承认这一点。该作者为了抵消上述赞扬造成的美好印象，故意贬低他的胆略。正如其他清朝官方人士以及向我们口述历险经过的外国水手声称的，翼王在太平军中的威望，驳斥了这种蓄意贬低的说法，不容置疑，他那意味深长的“电师”头衔，正表示他在军事上的雄才大略和他的性格。他是一个有教养的人，一个敢做敢为的人”。

## 詩文
雖然不少詩文被傳為石達開所作，惟《白龍洞詩刻》、《五言告示》、《駐軍大定與苗胞歡宴即席賦詩》可證，其餘不能證明為石的作品。

## 武艺
石达开是晚清中国的武学大家，《北平国术馆讲义》中将他与许宣平、达摩祖师、宋太祖、岳武穆、张三丰、戚继光、甘凤池等人并论为中国历史上最杰出的拳术名家，然因英年早逝及身份敏感，事迹多隐没。
据记载，石达开的拳术“高曰弓箭装，低曰悬狮装，九面应敌。每决斗，矗立敌前，骈五指，蔽其眼，即反跳百步外，俟敌踵至，疾转踢其腹脐下。如敌劲，则数转环踢之，敌随足飞起，跌出数丈外，甚至跌出数十丈外者，曰连环鸳鸯步”，民间认为这种武艺就是后来号称“北腿之杰”的“戳脚拳”，并传说石达开曾将这种武艺传授给选拔出来的士兵，用于作战。
石达开不仅外功出众，而且内外兼修，他和陈邦森比武的故事已成为后世武林口耳相传的掌故。根据文字记载和口碑传说，二人相约各自击打对方三拳，受拳者不得还击，“邦森拳石，石腹软如绵，邦森拳如著碑，拳启而腹平。石还击邦森，邦森知不可敌，侧身避，碑裂为数段”。

## 影視形象

### 電視劇
| 年份   | 地區           | 作品         | 演員   |
| 1988年 | 香港無綫電視   | 《太平天國》 | 黎漢持 |
| 2000年 | 中國中央電視台 | 《太平天國》 | 王詩槐 |